# Aster Società Italiana Motori
Aster Società Italiana Motori war ein italienischer Hersteller von Automobilen.

## Unternehmensgeschichte
Das Unternehmen aus Mailand begann 1906 mit dem Vertrieb der Motoren des französischen Unternehmens Aster. Daneben entstanden in geringer Stückzahl Automobile nach Aster-Lizenz. 1908 wurde das Unternehmen aufgelöst.

## Fahrzeuge
Das einzige Modell hatte einen Sechszylindermotor. Der Motor leistete aus 2300 cm³ Hubraum 30 PS.